# Georg Ratzinger (1924-2020)
Pour les articles homonymes, voir Ratzinger.
Georg Ratzinger, né le 15 janvier 1924 à Pleiskirchen (Bavière) et mort le 1er juillet 2020 à Ratisbonne (Bavière), est un prêtre catholique et chef de chœur allemand. Il est le frère aîné du pape Benoît XVI.

## Biographie

### Jeunesse
Georg Ratzinger est le fils de Joseph Ratzinger (1877-1959) et de Maria Peintner (1884-1963). Il a une sœur aînée, Maria (1921-1991), et un jeune frère, Joseph (1927-2022), le futur pape Benoît XVI.
Son grand-oncle est l'homme politique allemand et éponyme Georg Ratzinger (1844-1899).
Très jeune, Georg Ratzinger montre des talents pour la musique et joue dès l'âge de 11 ans à l'orgue de son église. En 1935, il est admis au petit séminaire de Traunstein afin de perfectionner son instruction musicale. En 1941, à seulement 17 ans, il dirige pour la première fois le chœur de la cathédrale de Ratisbonne (Regensburg en allemand) dont il va devenir maître de chapelle de 1964 à 1994.
En 1942, Georg Ratzinger est tour à tour enrôlé dans le Service national du travail (Reichsarbeitsdienst) pendant l'été, puis dans la Wehrmacht à l'automne. En 1944, il est blessé au cours d'un combat en Italie. À la fin de la Seconde Guerre mondiale, il est fait prisonnier de guerre par l'armée américaine près de Dozza dans la province italienne de Bologne le 16 avril 1945. Après un séjour dans un camp de prisonniers près de Naples, il est relâché et rentre dans sa Bavière natale en juillet 1945.

### Prêtre catholique
En janvier 1946, il est admis avec son frère Joseph au séminaire de l'archidiocèse de Munich et Freising, entamant ainsi une formation conduisant à la prêtrise. Parallèlement, il poursuit des études musicales. En 1951, Georg Ratzinger est ordonné prêtre, en même temps que son frère puis se perfectionne en musique religieuse à Munich en occupant diverses fonctions au diocèse.
En 1957, il devient chef de chœur dans sa propre paroisse de Traunstein avant d'être nommé à Ratisbonne en février 1964. Pendant trente ans, il dirige le Regensburger Domspatzen (les Moineaux de Ratisbonne), un chœur composé de garçons (ceux-ci effectuant leur scolarité au sein de l'école de musique des Moineaux de la cathédrale de Ratisbonne). L'abbé Ratzinger enregistre également de nombreux disques de musique religieuse. En 1976, il fête le millénaire de ce chœur qui est la plus ancienne chorale existante au monde, il est fait prélat d'honneur de Sa Sainteté par le pape Paul VI.
Georg Ratzinger et son chœur se sont produits en concert en plusieurs villes d'Europe, aux États-Unis, au Canada, à Taïwan ou au Japon.
À propos de l'élection de Joseph Ratzinger au pontificat, Georg Ratzinger a déclaré au journal Le Figaro (édition du 22 avril 2005) que « son frère va poursuivre la voie de Jean-Paul II, mais dans un autre style. Mon frère n’est pas aussi spontané et direct que le précédent pape. Il est bien plus discret. »
En 2017, il est mis en cause dans un scandale entourant le chœur : son successeur Roland Büchner l'accuse de violences à l'égard de membres de la chorale. Georg Ratzinger se défend en expliquant qu'il n'était pas au courant des violences, y compris sexuelles, subies par les membres du chœur à l'époque où il en avait la direction,. Après sa retraite, il est nommé chanoine de la collégiale Saint-Jean de Ratisbonne.

### Mort et obsèques
Le 1er juillet 2020, Georg Ratzinger meurt à l'âge de 96 ans quelques jours après la visite de son frère Benoît XVI en Allemagne. Le pape François adresse en cette occasion ses condoléances à son prédécesseur, Benoît XVI : 

« Vous avez eu la délicatesse de m'informer en premier lieu de la nouvelle du décès de votre frère bien-aimé, Mgr Georg. Je tiens à vous renouveler l'expression de ma plus profonde sympathie et de ma proximité spirituelle en ce moment de tristesse. Je vous assure de ma prière de suffrage pour le défunt, afin que le Seigneur de la vie, dans sa bonté miséricordieuse, l'introduise dans la patrie du ciel et lui accorde la récompense préparée pour les fidèles serviteurs de l'Évangile. Je prie aussi pour vous, Votre Sainteté, en invoquant du Père, par l'intercession de la Bienheureuse Vierge Marie, le soutien de l'espérance chrétienne et la tendre consolation divine». Filialement et fraternellement »

— Pape François.
Les obsèques de Georg Ratzinger se tiennent le 8 juillet 2020 en la cathédrale Saint-Pierre de Ratisbonne,.

## Publication
- Mon frère, le pape  (trad. de l'allemand par Nicole Casanova et Olivier Mannoni) (entretien avec Michael Hasemann), Bayard, 2011.

## Distinctions
- Insigne des blessés (1944)[1]
- Croix de fer (1944)[1]
- Ordre bavarois du Mérite (1983)[1]
- Georg Ratzinger est honoré par le pape des titres d'aumônier papal en 1967 puis de prélat de Sa Sainteté en 1976.
- En 1977, il dirige à la cathédrale Saint-Pierre de Ratisbonne la cérémonie de consécration de son frère Joseph qui devient archevêque de Munich et Freising. Le Regensburger Domspatzen se produit devant la reine Élisabeth II lors de sa visite d'État de 1978 et devant le pape Jean-Paul II lors de son voyage à Munich le 19 novembre 1980.
- En 1994, il obtient le titre honorifique de Monseigneur. Il est également chanoine de la cathédrale de Ratisbonne.
- Chevalier grand-croix de l'ordre du Mérite de la République italienne‎ (2008)[9].